# Шри Рамакришна
Шри Рамакришна Парамахамса (бенгали: রামকৃষ্ণ পরমহংস) е един от великите индийски мистици и духовни водачи. Той оказва силно влияние върху бенгалското и индуисткото възраждане през 19 век. Много от неговите ученици го считат за аватар или въплъщение на Бог. Неговият главен ученик, Свами Вивекананда, основава Мисията Рамакришна и разпространява ученията на йога и веданта в Европа и Съединените щати.

## Биография

### Произход и младежки години (1836 – 1855)
Роден е на 18 февруари 1836 година в село Камаркупур, Бенгал, Британска Индия, в много бедно семейство на набожни родители от браминската каста Дадено му е името Гагадхар. Той е четвъртото и последно дете на Кхудирам Чатопадхяя и Чандрамани Деви. Според преданието името идва от сън, който Кхудирам е имал в Гая, в който му се явил бог Гагадхара, формата на Вишну, почитана в Гая, и му казал, че ще се роди като негов син. Чандрамани Деви имала видение на светлина, влизаща в утробата ѝ преди раждането на Гагадхар.
От ранна възраст той е запознат с Пураните, Рамаяна, Махабхарата и Шримад Бхагаватам, слушайки ги от устата на странстващи монаси и катхаки – разказвачи и певци на Пураните. Той се учи да чете и пише на бенгали, разбира и санскрит, макар и да не може да го говори. Посещава странстващи монаси, отседнали в Камаркупур на път за Пури и слуша в захлас религиозните им дебати. Гагадхар обича природата и прекарва доста време из полета и овощните градини извън селото. Той избягва училището, заявявайки, че не се интересува от обикновено „образование за препитание“.
На възраст шест или седем години Гагадхар преживява дълбок духовен екстаз. Докато се разхожда из оризищата той внезапно поглежда нагоре и съзира ято бели жерави да лети на фона на тъмни облаци. Той дотолкова е погълнат от гледката, че губи съзнание за външния свят. По-късно казва, че в това състояние изпитал неописуема радост. Той има подобни преживявания няколко пъти през детството си – докато почита богинята Вишалакши и докато играе Шива в пиеса на празника Шиваратри.
Баща му умира през 1843 г. и задълженията по издръжката на семейството са поети от брат му Рамкумар. На 9-годишна възраст Гагадхар е положен със свещена нишка (церемонията упаянам). Противно на традицията и въпреки съпротивата на семейството си, Гагадхар приема първата си милостиня – знак за официално признаване на момчето като брамин – от жена от долна каста от общността на ковачите.
Когато Гагадхар е в юношеството си, финансовото положение на семейството се влошава. Рамкумар започва училище по санскрит в Калкута през 1852 г. и служи като свещеник в някои семейства. Същата година и Гагадхар се мести в Калкута и започва да помага на брат си в свещеническата му дейност.

### Свещеник в храма на Кали в Дакшинешвар (1855 – 1885)
През 1855 г. Рамкумар е назначен като свещеник в храма на Кали в Дакшинешвар, построен от Рани Рашмони – богата жена от Калкута, която принадлежи към недосегаемата общност кайварта. Рамакришна и племенникът му Хридай стават помощници на Рамкумар, като на Рамакришна е дадена задачата да украсява статуята. Когато Рамкумар умира през 1856 г. Рамакришна заема мястото му като свещеник в храма. Предоставена му е стая в северозападния ъгъл на двора на храма, в която живее до края на живота си. Името Рамакришна му е дадено от Матхур Бабу, зет на Рани Расмани.
След смъртта на брат си Рамакришна става по-съзерцателен. Той започва да гледа на образа на богинята Кали като на негова майка и на Майка на вселената. Обзет е от желание да има видение на Кали – пряко осъзнаване на нейната реалност. Понякога той горчиво заплаква и вика по време на службите, защото не може да види Кали така както желае. Нощем отива в съседна джунгла и прекарва нощта медитирайки върху Бог, не съзнавайки дори това, че дрехите му са паднали от тялото му. Някои вземат Рамакришна за луд, а други го смятат за велик бхакта – предано отдаден на Бог.
Един ден той не може повече да издържи раздялата си от Кали и решава да си отнеме живота. Той сграбчва меч, висящ на стената на храма и току да се удари, когато вижда светлина да излиза на вълни от статуята. Рамакришна описва първото си видение на Кали по следния начин:
| “ | Аз имах чудно видение на Майката и паднах в безсъзнание... Беше сякаш къщите, вратите, храмовете и всичко друго напълно изчезна; сякаш нямаше нищо никъде! И това, което видях беше безкрайно безбрежно море от светлина, море, което беше съзнание. Колкото и далече, и в каквато и посока да погледнех виждах светещи вълни, една след друга, да идват към мен. Те бушуваха и вилнееха срещу ми с голяма скорост. Много скоро бяха върху ми, накараха ме да потъна в непознати дълбочини. Аз се задъхвах и се борех и загубих съзнание. Какво се случваше навън не зная, но вътре в мен имаше постоянен поток на неподправено блаженство, напълно ново, и почувствах присъствието на Божествената Майка. | ” |

След видението Рамакришна все повече се предава на Кали. Подобно на дете, той се подчинява на волята ѝ във всичко, независимо колко тривиално или философско е то. Хората мислят, че си е изгубил разсъдъка, но него не го е грижа. Рани Расмани и Матхур Бабу оставят Рамакришна да прави каквото пожелае, но мислят че страда от ефектите на прекомерно дълго сексуално въздържание и Матхур урежда проститутки да посещават Рамакришна, но той ги приема като форми на Божествената Майка.

#### Женитба (1859)
До Камаркупур достигат слухове, че Рамакришна е полудял. Майката и по-възрастният брат на Рамакришна Рамешвар решават да го оженят, мислейки, че това ще го принуди да поеме отговорност и да обръща внимание на нормалния живот вместо да е обсебен от духовни практики и видения. Рамакришна не само не протестира, но и посочва Джайрамбати, село на 5 km северозападно от Камарпукур, където е невестата му, в къщата на Рамчандра Мукхерджи. Петгодишната Сарада е открита и бракът е сключен през 1859 г. Рамакришна напуска Сарада през декември 1860 и не се връща до май 1867 г. Когато Сарада Деви навършва 18 години тя се присъединява към съпруга си, който я боготвори като форма на Божествената Майка. Бракът им никога не води до секс.

#### Религиозни практики и учители
След женитбата си Рамакришна се връща в Калкута и отново поема службата в храма, но вместо да се успокои, неговата духовна страст и отдаденост се увеличава. За да се отърве от мисълта, че принадлежи към по-висша браминска каста, той приема храна, сготвена от членове на нисши касти и служи на парии – прислужници и чистачи, принадлежащи към най-нисшата каста, описвайки това по следния начин:
| “ | Понякога отивах в клозета на слугите и метачите и собственоръчно го почиствах, и се молех: „Майко! Унищожи у мен идеята, че съм велик или че съм брамин и че те са долни и парии, щото кои са те освен Тебе в толкова много форми?“ | ” |

Той взема златни и сребърни монети и ги смесва с боклук, повтаряйки „парите са боклук, парите са боклук“. По-късно казва: „Аз изгубих всякакво възприятие за разликата между двете в ума си и ги хвърлях и двете в Ганг. Нищо чудно, че хората ме вземаха за луд“.
Той става неспособен да изпълнява задълженията си, страда от безсъние и горящи усещания из цялото си тяло. Един от лекарите, които са допитани казва: „Струва ми се, че състоянието на пациента се дължи на някакво духовно вълнение – лекарствата няма да го излекуват".

#### Бхайрави Брахмани и тантра (1861 – 1863)
През 1861 г. в Дакшинешвар се появява Бхайрави Брахмани (Йогешвари), аскетка, облечена в оранжеви одежди към 35 – 40 годишна. Тя познава свещените писания и е адепт в тантрическите и вайшнавските методи на богослужение.
Рамакришна описва пред Бхайрави Брахмани духовните си изживявания и физическите си усещания. Тя го уверява, че не е луд, а изпитва явленията, които съпътстват махабхава – върховното отношение на любяща отдаденост на Божественото и цитирайки от писанията посочва, че Радха и Чайтаня са имали същите преживявания. Тя също препоръчва цяр за физическите му тревоги.
Бхайрави Брахмани го посвещава в тантрически практики. Тантра включва и вамачара (пътеката на лявата ръка), сбор от практики, които използват като средство за освобождение ядене на изсушено зърно, риба и месо, наред с пиене на вино и сексуални сношения. Според Рамакришна и неговите биографи той не е участвал в последните две дейности, а му е било достатъчно намек за тях, за да получи желания резултат.
Рамакришна признава пътеката на лявата ръка като средство за постигане на освобождение, но не я препоръчва на никого. Когато по-късно главният му ученик Свами Вивекананда го пита за тази пътека, той казва „Не е добра пътека. Тя е много трудна и често води до падението на стремящия се“.
Под ръководството на Бхайрави Брахмани Рамакришна овладява и кундалини йога. Рамакришна се отнася към Брахмани като към негова майка, но тя е първата, която го обявява за аватар или въплъщение на Бог. Рамакришна приключва тантрическата си садхана (духовна практика или дисциплина) през 1863 г.

#### Вайшнава бхакти
Според вайшнавизма има пет различни отношения или бхава, които поклонникът може да възприеме, за да изрази любовта си към Бог. Те са шанта, ведрото отношение; дася, отношението на прислужник; сакхя, отношението на приятел; ватсаля, отношението на майката към детето си и мадхура, отношението на жена към любимия си. След видението си на Кали Рамакришна казва, че е възприел ведрото отношение. Той също възприема дася, ватсаля и мадхура бхава.
Рамакришна възприема отношението на гопите и Радха към любимия им Кришна. Той се облича като жена в продължение на няколко дни и си се представя като една от гопите от Вриндаван. Той постига савикалпа самадхи – видение на и единение с Кришна. Рамакришна казва:
| “ | Прекарах много дни като прислужница на Бог. Обличах се в женски дрехи, поставях си украшения и покривах горните части на тялото си с шал, точно като жена... Как иначе щях да държа при себе си съпругата си за осем месеца? И двамата се държахме като прислужници на Божествената майка. Не мога да говоря за себе си като за мъж. | ” |

По някое време Рамакришна посещава Надия, където живеят Чайтаня и Нитянанда, основателите на гаудия вайшнавизма. Той има ярко видение на две млади момчета, които се сливат в тялото му.

#### Тотапури и веданта (1864)
През 1864 г. Рамакришна среща странстващия аскет и монах Тотапури. Рамакришна го описва като „учител с мъжка сила, сурово изражение, кокалеста физика и мъжествен глас“. Той се обръща към Тотапури като Нангта или Лангта („Голият“), защото като странстващ монах от сектата Нага, той не носи дрехи.
Тотапури гледа на света като на илюзия, а на поклонението на богове и богини като на резултат на фантазии на заблудения ум. Вместо това той вярва в безформения Брахман. Тотапури посвещава Рамакришна в саняса (отречение от света) и му преподава адвайта – че „единствено Брахман е реален, светът е илюзия; аз нямам отделно съществувание; аз съм този Брахман и нищо друго“. Под ръководството на Тотапури Рамакришна преживява нирвикалпа самадхи, считано за най-висшето състояние на духовна реализация:
| “ | Аз казах на Тотапури в отчаяние: „Няма смисъл. Никога не ще мога да издигна духа си до безусловното състояние и да се намеря лице в лице срещу Атман.“ Той отговори сурово: „Какво значи не можеш. Трябва!“ Оглеждайки се, той намира стрък трева. Той го взе и бодна точката между очите ми, казвайки: „Концентрирай ума си в тази точка.“ [...] Последната бариера изчезна и духът ми незабавно се втурна отвъд нивото на условното. Аз се изгубих в самадхи. | ” |

Тотапури остава с Рамакришна в продължение на 11 месеца. След неговото заминаване Рамакришна по думите му остава в състоянието нирвикалпа самадхи в продължение на шест месеца.
| “ | В продължение на шест месеца аз останах в онова състояние, от което обикновените хора не могат никога да се завърнат; обикновено тялото пада след три седмици, като просто листо. Аз не бях съзнателен за ден и нощ. Мухи влизаха в устата и ноздрите ми, както правят с тяло на мъртвец, но аз не ги чувствах. Косата ми се сплъсти от прах. | ” |

Рамакришна казва, че излиза от състоянието по нареждане на Майка Кали, „Остани в Бхавамукта, за просветлението на хората, остани в Бхавамукта“, отнасяйки се до междинно състояние между обикновеното съзнание и самадхи.

#### Ислям и християнство
Рамакришна практикува през 1866 г. ислям, а през 1873 християнство. Той казва:
| „ | Практикувал съм всички религии – индуизъм, ислям, християнство – и също съм следвал пътеките на различните индуистки секти. Открил съм, че е същият Бог, към който всички отправят стъпките си, макар и по различни пътеки. Трябва да опитате всички вери и да прекосите всичките различни пътища веднъж. Накъдето и да погледна виждам хора, каращи се в името на религията – индуисти, мохамедани, брахмоисти, вайшнави и останалите. Но те никога не помислят, че Той, който се нарича Кришна, се нарича и Шива и носи името на Първоначалната Енергия, Исус и Аллах също така – същият Рама с хиляди имена. | “ |

|

#### Ученици (1879 – 1885)
Повечето от видните ученици на Рамакришна идват при него в периода 1879 – 1885 г. Мнозина са високо образовани, атеисти, а някои са просто любопитни. С прочуването на името му при него винаги се мени тълпата от всички касти и класи – „Махараджи и просяци, журналисти и пандити, художници и поклонници, брахмоисти, християни, мохамедани, вярващи, дейци и бизнесмени, старци, жени и деца.“ Рамакришна непрестанно разговаря с тях, най-вече по религиозни въпроси и води бхаджани и санкиртани (групово пеене).
Рамакришна дава на учениците си, желаещи да станат монаси шафранени роби и ги посвещава чрез мантра дикша. Монасите, които по-късно основават Ордена Рамакришна са Свами Вивекананда, Свами Брахмананда, Свами Абхедананда, Свами Шивананда, Свами Рамакришнананда, Свами Сарадананда. Рамакришна има и малка група от посветени жени-последователи, сред които Гаури Ма и Йогин Ма. Няколко от тях са посветени в саняса посредством мантра дикша. На тях той препоръчва служене на други жени, а не тапася (аскетизъм).

### Последни години (1885 – 1886)
През 1885 г. Рамакришна развива рак на гърлото. През декември е преместен в голяма къща в Косипор. Той е посъветван от лекарите да пази строга тишина, но вместо това той непрестанно разговаря с посетители. Според преданието, когато Нарендра (Вивекананда) се усъмнил дали учителят му а аватар Рамакришна му казал: „Той, който беше Рама, Той, който беше Кришна, Той самият сега е Рамакришна в това тяло“.
Рамакришна умира на сутринта на 16 август 1886 г. на 50-годишна възраст. Според учениците му е постигнал махасамадхи.

## Учение и философия
Шри Рамакришна учи, че осъзнаването или реализацията на Бог е най-висшата цел на всички живи същества. Според него основните причини за привързването към самсара са кама-канчана – похотта и алчността. Рамакришна обяснява, че Мая има две страни – авидямая и видямая. Авидямая представлява тъмните страни на творението (алчността, похот, жестокост), които държат хората на нисшите нива на съзнание. Видямая от друга страна представлява по-висшите сили на творението – нежност, чистота, любов, преданост – които отвеждат човешките същества на по-висши нива на съзнание.
Подобно на Шанкарачаря Рамакришна Парамахамса възражда индуизма, който е претоварен с ритуализъм и суеверия. Той също развива идеята за слизането на съзнанието от самадхи във феноменалния свят, което нарича виджнана. Той утвърждава върховната истинност на адвайта веданта, но също така казва, „Аз приемам и Нитя и Лила, и Абсолюта и Относителното“.

## Издания
- Евангелието на Шри Рамакришна. Т. 1. С., Хайдакан, 2011, 354 с.